# Hambidge Wilderness Protection Area
Hambidge Wilderness Protection Area är en park i Australien. Den ligger i kommunen Cleve och delstaten South Australia, omkring 300 kilometer nordväst om delstatshuvudstaden Adelaide.
Trakten runt Hambidge Wilderness Protection Area är nära nog obefolkad, med mindre än två invånare per kvadratkilometer.. Det finns inga samhällen i närheten.
Omgivningarna runt Hambidge Wilderness Protection Area är i huvudsak ett öppet busklandskap. Genomsnittlig årsnederbörd är 432 millimeter. Den regnigaste månaden är juni, med i genomsnitt 81 mm nederbörd, och den torraste är oktober, med 9 mm nederbörd.